# البطولات الفرنسية 1914 (كرة مضرب)
في دورة رولان غاروس الدولية عام 1914 فاز في بطولة فردي الرجال اللاعب ( الفرنسي) ماكس ديسوجايس (Max Decugis).